# دنی بوزاس
دنی بوزاس (انگلیسی: Dani Bouzas؛ زادهٔ ۲۱ ژانویهٔ ۱۹۷۴) بازیکن فوتبال اهل اسپانیا است.
از باشگاه‌هایی که در آن بازی کرده‌است می‌توان به باشگاه فوتبال دپورتیوو آلاوس، باشگاه فوتبال رایو وایکانو، باشگاه فوتبال آلباسته بالومپیه، باشگاه فوتبال فوئنلابرادا، و باشگاه فوتبال اسپورتینگ خیخون اشاره کرد.